# Heltai Gáspár
Heltai Gáspár (Nagydisznód?, 1510? – Kolozsvár, 1574?) reformátor, protestáns lelkész, szépíró, műfordító és nyomdász. A magyar nyelvű, késő reneszánsz irodalom kiemelkedő képviselője, az európai színvonalú magyar széppróza egyik megteremtője.

## Élete

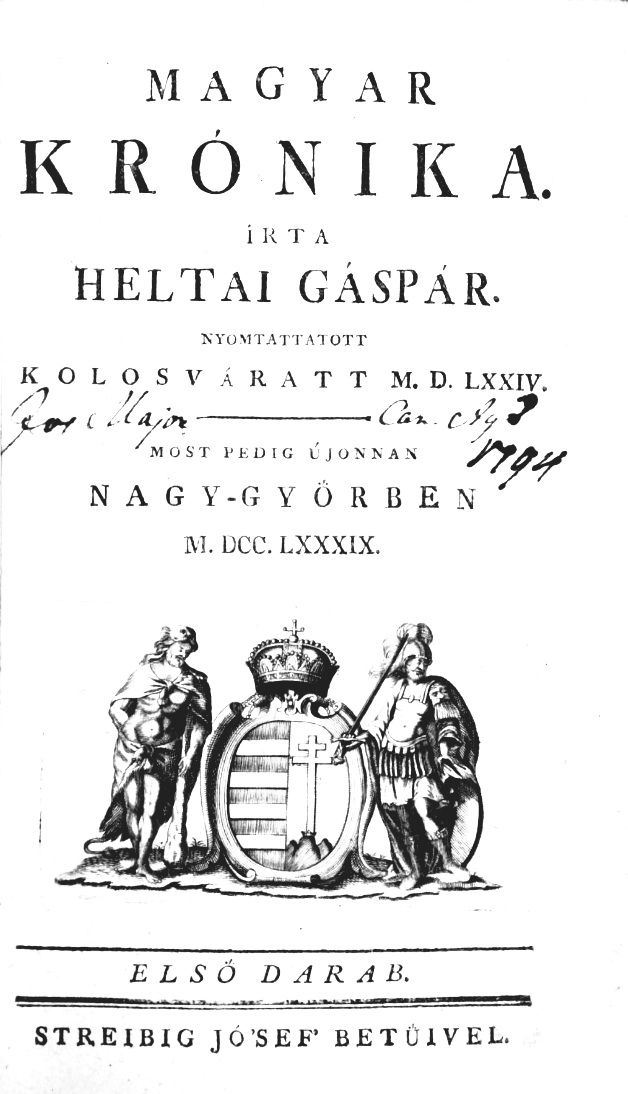

Születésének pontos helye és dátuma nem ismert. Családneve alapján következtetnek arra, hogy a Szeben megyei Heltauban (Nagydisznód) látta meg a napvilágot erdélyi szász polgárcsaládban. Több jel is arra utal, hogy fiatal korában katolikus papként működött, valószínűleg Brodarics Istvánnal is jó kapcsolatokat ápolt. De 1543-ban már az evangélikus wittenbergi egyetem hallgatói között találjuk, tehát ekkorra már áttérhetett a lutheránus vallásra. A következő évben tért vissza Magyarországra. Kolozsvárott telepedett le, ahol szász lelkészként dolgozott egészen haláláig.
Heltai német anyanyelvű volt, magyarul (az egyik székely dialektus szerint) csak 1536-ban tanult meg, de ennek ellenére minden munkáját ezen a nyelven publikálta. Amikor áttért az evangélikus vallásra, megnősült és a patricius polgári életforma szerint rendezte be életét. A lelkészkedés mellett több vállalkozásba is belefogott.
1550-ben Hoffgreff Györggyel közösen nyomdát alapított Kolozsváron. Két évig a nyomda kiadványain mindkettőjük neve szerepelt, 1553-ban azonban már csak Heltaié, aztán 1554–1558 között csak Hoffgreffé. Végül 1559-től, a nyomda 1575-ben történt bezárásáig végleg csak Heltai nevével találkozunk a kiadványokon. Biztosan nem tudják a kutatók, de valószínűleg pénzügyi nézeteltérések lehettek a tulajdonosok között, ezt a feltevést támaszthatja alá az a tény is, hogy Hoffgreff 1558-ban bekövetkezett halála után a nyomda tulajdonosa végleg Heltai lett. Az író másik irodalomtörténeti szempontból jelentős vállalkozása az 1560-as évek elején létesített papírmalma volt.
Heltai tudta, hogy a szászok a Német-római Birodalom területéről hozatják be a számukra fontos német nyelvű kiadványokat, mindennapi könyvszükségletüket pedig jól kielégítette az akkoriban Brassóban működő Honterus-nyomda. Ennek következtében ő maga csak elszórtan jelentetett meg egy-két német nyelvű munkát, 1552-től pedig kizárólag magyar és latin nyelvű kiadványokat tett közzé. Ugyanis nem volt még olyan könyvkiadói műhely, amely rendszeresen megjelentetett volna magyar nyelvű írásokat. Heltai a kiadványait jórészt maga írta, fordította, vagy szerkesztette; olyan következetes nyomdai helyesírással, hogy műveinek és kiadványainak elterjedése nagy szerepet játszott a magyar helyesírás szabályozásában.
Heltai 1559-ben már az antitrinitáriusok oldalára állt a hitvitákban, ennek következtében végképp megszakadt kapcsolata az evangélikus szászokkal. Újabb felekezetváltását komoly lelki vívódások előzték meg, és csak tíz év múlva, 1569-ben lett hivatalosan is antitrinitárius. Áttérésében valószínűleg nagy szerepet játszott Dávid Ferenc. 1571-ig rendszeresen jelentetett meg unitárius vallási munkákat, de ebben az évben Báthory István erdélyi fejedelem megtiltotta a Szentháromság-tagadás szellemében fogant művek kiadását és terjesztését. A Magyar Unitárius Egyház nevezetes tagjai között tartja számon.
Munkásságát Heltai is, akárcsak több kortársa katekizmus-kiadással kezdte 1550-ben. Közben elindította hatalmas műfordítói vállalkozását is: a teljes Biblia részenkénti magyar nyelvű megjelentetését. Vallásos művei azonban munkásságának jelentéktelenebb részét alkotják, egyedül a Biblia-fordítás általa készített részei jelentősebbek, amelyeket Heltai sose fejezett be, és az emberek se fogadták kedvezően (különösképpen, amikor Heltai áttért az unitáriusok hitére). Szépprózai és értekező munkái sokkal értékesebbek és színvonalasabbak. Heltai Kolozsvárott halt meg, valószínűleg 1574-ben.

## Munkássága

### Értekező prózája
Megmutatkozik Heltai írói tehetsége abban, hogy kortársaitól eltérően, az ő prédikátori, vallási-erkölcsi nevelésre készített munkái túllépnek az értekező próza keretein és szépirodalmi elemekkel telítődnek. 1552-ben készült el Az részegségnek és tobzódásnak veszedelmes voltáról való dialogusa. Mint a legtöbb Heltai mű ez sem önálló munka: Sebastian Franck traktátusa nyomán készült, de nem tekinthető fordításnak: Heltai szabadon kezelte az eredetit, saját céljainak megfelelően alakította azt át. Egyes részeket átírt, másokat elhagyott, megint másokat megrövidített, sőt a mondanivalót is lényegesen átalakította, a hazai viszonyokhoz alakította.
A német eredeti formája elbeszélő próza, ezt Heltai két kolozsvári polgár dialógusává alakította át: Antal a reformátorok szavaira jó útra tért polgár próbálja jobb belátásra bírni a züllés útjára lépett Demetert. Az író mondanivalójának mélyén az a felismerés húzódik meg, miszerint a polgárság számára végzetes lehet a pazarlás, javainak élvezetekre való elherdálása. A könyv a város polgárok problémáiról szól és polgári olvasók számára készült. Legnagyobb újdonsága, hogy társadalmi kérdéseket feszeget.
Heltai már ezt a korai művét is nagy nyelvi leleménnyel írta meg. Mivel német anyanyelvű volt néha erőltetettnek, botladozónak tűnnek nyelvtani szerkezetei, de még így is nagyon különbözik prédikátor társai száraz stílusától. Nem engedi, hogy fejtegetése unalomba torkolljon, egy-két mondat erejéig mindig találkozunk utalásokkal korabeli ismert eseményekre, ismert történetekre. Ezeknél a részeknél szembetűnő az elbeszélői kedv.
Másik értekező jellegű munkája, a Háló (1570), Gonsalvius Reginaidus spanyol szerző 1567-ben megjelent latin nyelvű művének a fordítása. A könyv spanyol inkvizíció borzalmait leleplezte le, lefordításával János Zsigmond bízta meg Heltait. Gonsalvius tíz keresztyén (protestáns) történetén keresztül tárta fel az inkvizíció szörnyűségeit. A borzalmak leírásával Heltai izgalmas olvasmánnyá alakította át a Hálót; önálló kiegészítéseivel magyar érdekűvé tette és antitrinitárius szelleművé hangolta át.
A fordított részekbe több helyen toldott be magyar vonatkozású részleteket; ezek egyike, a Szántai István 1538. évi segesvári vitájáról szóló leírás, már csaknem önálló fejezetnyi terjedelmű.

### Száz fabula
Szórakoztatva tanító történeteket szinte minden protestáns író írt, ezek tárgya azonban bibliai vagy az egyházzal kapcsolatos volt. A reneszánsz világias voltának lehet a következménye, hogy Heltai a prédikátori oktatás érdekében már az olvasók érdeklődését jobban kielégítő profán történetektől sem riadt vissza. Ezt bizonyítja leghíresebb munkája a Száz fabula (1566) is.
Ebben a könyvében Heltai Aiszóposz állattörténeteit dolgozta fel, az ezópusi mesék Stainhövel-féle 15. századi német változatát használta forrásként. Mindössze két mese (66. és a 73.) származik más német forrásból, egy harmadikat (99.) pedig maga állított össze. Heltai most sem műfordítást készített. Az eredeti német szöveget alapanyagnak használva, önállóan formálta meg magyar nyelven a történeteket. A meseszöveget követő „értelmezések” az író eredeti szerzeményei, közöttük és a meseszövegek között nincs stílustörés. A német eredetiben a mese csak szűkszavú példázat, ezzel szemben Heltai igyekezett olvasójában minél erősebb érzéki, érzelmi, hangulati hatást kiváltani. Így ugyanis hatásosabb az értelmezésben megfogalmazott tanítás. Kerüli az elvont fogalmakat, ahol csak tehette, konkrét érzékelhető kifejezéseket használt, szívesen élt képekkel, szólásokkal vagy találó hasonlatokkal.
Az aiszóposzi fabulák többségének cselekménye vérszegény, a szereplők környezetrajz nélkül légüres térben mozognak. Heltai eleinte alig változtatott ezen a szűkszavú stíluson, aztán a munka előrehaladtával egyre inkább megfigyelhető, hogy néhány kifejezés, közmondás-szerű szólam, egy-egy párbeszéd közbeiktatásával elkezdte élénkíti az előadást. A könyv vége felé haladva egyre inkább feltűnik, hogy a forrásában talált fabulákat máshonnan vett részletekkel egészítette ki, két mesét eggyé olvasztott, változtatott az eredeti történeteken. Különösen sikerültek, elevenen hatnak az eredeti mű pusztán elbeszélő, leíró részeinek dramatizált, párbeszédekbe, monológokba feloldott jelenetalkotásai. Egyik szép példája ennek a 22. mese Az agg lóról és agg agárról.
A kötet előrehaladtával a mesékbe egyre több reális elem került, a környezetrajz is fokozatosan megjelent bennük. Mindeközben a fabulák szerkezetileg is teljesen új formát kaptak, olykor új, önálló elbeszélésekké váltak (30, 55, 59, 61. mese). Heltai az állatmeséktől eljutott a reális, emberi történetekig; ezeknek a rövid elbeszéléseknek a jellem- és emberformálása vezetett el a magyar szépprózában először egy eredeti novellisztikus ábrázolásáig a nemes ember és az ördög történetének elbeszélésében (99.).
Az elbeszélői kedv növekedésével a mesék társadalmi mondanivalója egyre jobban előtérbe került. Az eredeti mesék az ember sorsát, viselkedését példázzák, az állatszereplők emberi erényeket és bűnöket jelenítenek meg, ennélfogva kitűnő alkalmat adnak erkölcsi és társadalmi tanulságok levonására. Heltai kiaknázta a lehetőséget, aktualizálta, konkretizálta is mondanivalóját.
Az író ezt a művét is polgári olvasóközönségnek szánta, ehhez alakította annak stílusát és mondanivalóját. Az erkölcsi-társadalmi jellegű tanulságok igen határozottan juttatják kifejezésre a korabeli polgár irtózását minden zűrzavartól. A történetek kezdetben áttételesen, magyarázatot igényelve, csak az értelmezéssel együtt juttatják kifejezésre a határozott társadalomkritikát, aztán a kötet vége felé a gazdagabb művészi alakítás és a valóságelemek megszaporodása révén a történetek már önmagukban is tudják tolmácsolni azt. A ragadozók ekkor már rendszerint a falu környékén ólálkodnak, bemerészkednek oda, és ellenfelükké egyre inkább maguk a parasztok válnak.
Az Egy nemes emberről és az ördögről szóló mese a 16. századi magyar széppróza legművészibb alkotása. Az ördöghistóriában Heltai a gazdag nemesember és cifra nemesasszony uraskodását, majd csúfos bukását mutatja be. A cselekmény mozgatója az ördög, aki csapdát állít a főúr és felesége számára. A nemes ember vesztét végül a fösvénység okozza, ez készteti arra, hogy az ördögöt szolgálatába fogadja. A nemes képében az ördög forgatja ki a jobbágyokat mindenükből. A leleplezés azzal válik teljessé, hogy az ördög végső célja a nemes lelkének a megszerzése.
Az ördög csak azt kérte béréül, amit a jobbágyok majd saját jószántukból ajánlanak neki. Ez az alku vezet el a történet csattanójáig: egy parasztasszony meghallván, hogy jön a földesura, azt kiáltja: vigye el az ördög a nemes urat.
Összegezve elmondható, hogy a Száz fabulával Heltai áttörést hajtott végre; a profán szórakoztató elbeszélést is a társadalmi konfliktusokat híven ábrázoló művészi elbeszélések közé emeli.
- Szaz fabula / mellyeket Esopusból és egyebuennen egybe gyuetet és oeszve szoerzet a fabuláknac értelmével egyetembe Heltai Gáspár, Kolozsvár, 1566.

### Történeti munkái
Heltai 1565-ben sajtó alá rendezte Bonfini művének a Hunyadi Mátyásra vonatkozó – addig kiadatlan – negyedik részét, A nemes Hunyadi Mátyás története címen. 1571 után egy átfogó történeti kiadványsorozat terve foglalkoztatta. Ennek három kötetéből csak az első, a Chronica az magyaroknak dolgairól (1575) készült el, amely a történeti események elbeszélésében a mohácsi vészig halad. A második rész a mohácsi csata utáni történet összefoglalása lett volna, a harmadik pedig egy magyar nyelvű világkrónika. E két utóbbi Heltainak halála miatt azonban már nem készült el.
Utolsó nagy munkája, a Chronica az magyaroknak dolgairól, a fabulák mellett a legjelentősebb. Forrása az 1568-ban kiadott Zsámboki-féle teljes Bonfini-kiadás volt. Heltai csak az eseményanyagot vette Bonfinitől, meg az ezt kiegészítő Brodarics és Zsámboki írásaiból. Ezeket is alaposan megrostálva, kiválogatva belőlük egy rövidített előadás számára a lényegeset és fontosat. A magyar történetéből eltávolította Bonfini elrómaiasító ábrázolását, kihagyta a katolikus vonatkozásokat is. Bonfini stílusának bonyolultságát a maga közvetlen elbeszélő modorával váltotta fel. Nem tartotta meg Bonfini Liviust utánzó, a tartalom belső rendjéhez nem kapcsolódó szerkezeti beosztását sem, uralkodók szerint tagolta fejezetekre könyvét.
Elsősorban a mondák, a kerek elbeszélések, izgalmas eseménysorozatok, novellisztikus részletek ragadták meg. Ezeket kiszínezte és Hunyadi Jánosra, Mátyás királyra vonatkozó részekkel toldotta meg művét. Heltai kedvét lelte a regényes históriák előadásában. A mű kiemelkedő részei: Mária királynőnek és anyjának, Erzsébetnek története, Zsigmond és Morzsinai Erzsébet viszonyának szerelmes históriája, Hunyadi János halálának leírása, Hunyadi László tragikus története, Mátyás fogsága és szabadulása Podjebrád prágai udvarából. Heltai magyar történetének központi hőse Mátyás király, számára ő a tökéletes uralkodói ideál.

## Műveinek fontosabb modern kiadásai
- Háló. Kolozsvár 1570; sajtó alá rend. Trócsányi Zoltán; Akadémia, Bp., 1915 (Régi magyar könyvtár)
- Egy nemesemberről és az ördögről való história mellyet egyéb fabulákkal egyetemben kiszedegetett és ím újra napfényre bocsátott Király György; ill. Kozma Lajos; Kner Ny., Gyoma, 1920
- Halhatatlan mesék; a manapság használatos nyelvre átírta, kiválogatta és sajtó alá rendezte Szentimrei Jenő; Minerva Ny., Cluj-Kolozsvár, 1931 (A „Magyar Nép” könyvtára)
- Száz fabula, melyeket Aesopusból és egyebünnen és összeszerzett a fabulának értelmével egyetemben Heltai Gáspár (Kolozsvár 1566); mai nyelvre átírta Lengyel Dénes; Szent Hilárius, Bp., 1943 (Szent Hilárius könyvek)
- Magyar krónika; bev. Varjas Béla; Ardói, Bp., 1943 (Magyar századok)
- A bölcs Esopusnak és másoknak fabulái és oktató beszédei valamint azoknak értelme melly fabulákat egybeszerzette és Kolozsvárott anno 1566. Kiadta Heltai Gáspár. A mai olvasónak átnyújtja Keleti Arthur; Tevan Ny., Békéscsaba, 1943
- A részegségnek és tobzódásnak veszedelmes voltáról való dialogus; sajtó alá rend., bev. Stoll Béla; Közoktatási, Bp., 1951
- Heltai Gáspár válogatott munkái; szerk., bev. Székely Erzsébet; Állami Irodalmi és Művészeti Kiadó, Bukarest, 1957 (Haladó hagyományaink)
- Válogatott írások 1552–1575; összeáll., utószó Nemeskürty István; Magvető, Bp., 1957 (Magyar könyvtár)
- Cancionale, az az Historias Enekes Koenyv: Magyari Királyokról, és egyeb szép loet dolgokról. Heltai Gáspár Colosvarot 1574; sajtó alá rend., tan. Varjas Béla, kötésterv Sasvári Dezső; hasonmás kiad.; Akadémiai, Bp., 1962 (Bibliotheca Hungarica antiqua)
- Chronica az magyaroknac dolgairol. Colosvar 1575; sajtó alá rend. Varjas Béla, tan. Kulcsár Péter; hasonmás kiad.; Akadémiai, Bp., 1973 (Bibliotheca Hungarica antiqua)
- Ponciánus császár históriája. Miképpen az ő fiának, Diocleciánusnak hét bölcs és tudós mestereket fogada, kik azt tanítanák az hét és nemes tudományokra; szöveggond., tan. Nemeskürty István; Magyar Helikon, Bp., 1976
- Háló. Válogatás Heltai Gáspár műveiből; sajtó alá rend., szöveggond. Kőszeghy Péter; Magvető, Bp., 1979 (Magyar tallózó)
- Heltai Gáspár válogatott művei; összeáll., bev., jegyz. Bernád Ágoston; Dacia, Kolozsvár-Napoca, 1979
- Száz fabula, krónika és egyéb írások; vál., utószó, jegyz. Molnár Szabolcs; Kriterion, Bukarest, 1980 (Magyar klasszikusok)
- Heltai Gáspár és Bornemisza Péter művei; vál., szöveggond., jegyz. Nemeskürty István; Bornemisza Péter Tragődia magyar nyelven az Sophocles Electrájából című színművének latin nyelvű utószavát fordította Ritoók Zsigmondné Szalay Ágnes; Szépirodalmi, Bp., 1980 (Magyar remekírók)
- Krónika az magyaroknak dolgairól; sajtó alá rend. Kulcsár Margit, bev. Kulcsár Péter; Magyar Helikon, Bp., 1981 (Bibliotheca historica)
- A madarakról és a vadakról. Az aiszóposzi meséket magyarította Heltai Gáspár és Pesti Gábor; gyerekeknek átírta Ács Pál, Székely Júlia Anna; Móra, Bp., 1985
- Száz fabula; utószó, jegyz. Bitskey István, sajtó alá rend. Katona Tamás; Európa, Bp., 1987
- Száz fabula; sajtó alá rend., utószó Majtényi Zoltán; Unikornis, Bp., 1998 (Nagy magyar mesemondók)
- A reszegsegnec és tobzodásnac veszedelmes vóltárol valo dialogus. Heltai Gaspar colosvari plebanos altal szerzetet; hasonmás kiad.; OSZK–Corvina Alapítvány, Bp., 2008
- Szent Biblia. Heltai Gáspár fordításában, 1-3.; szöveggond. Ötvös László, tan. Németh Áron, Borsa Gedeon, Perger Péter; hasonmás kiad.; OSZK, Bp., 2019 (Nemzetközi teológiai könyv)
  - 1. Az Ószövetség történeti könyvei. Kolozsvár, 1551, 1565
  - 2. Költői és prófétai könyvek. Kolozsvár, 1551–1565
  - 3. Újszövetségi könyvek, 1562

## Emlékezete
Az erdélyi reformáció jeles író-prédikátoráról érdemlegesen először Beöthy Zsolt emlékezett meg A magyar szépprózai elbeszélés a régi magyar irodalomban című munkájában (Budapest 1886). Elsőként az erdélyi Borbély István írt róla könyvet (Heltai Gáspár. Budapest 1907), majd rövidebb közleményekben is foglalkozott tevékenységével a Keresztény Magvető hasábjain Kolozsvárt (1915, 1923). Időközben a későbbi Heltai-filológia alapjául szolgáló szövegkiadások is napvilágot láttak a budapesti Régi Magyar Költők Tára, illetve Régi Magyar Könyvtár sorozatban.
A két világháború között Németh László és Kerecsényi Dezső a budapesti Protestáns Szemlében (1929) s ugyanott Waldapfel József az Irodalomtörténeti Közleményekben (1934, 1938) méltatta Heltai prózaírói munkásságát. Romániában főleg az irodalmi társaságok (Erdélyi Irodalmi Társaság (EIT), KZST és a helikoni munkaközösség) ülésein értékelték érdemeit. Fiának, ifj. Heltai Gáspárnak háromnyelvű szótárát 1588-ból Csűry Bálint rendezte sajtó alá (Kolozsvár 1924), az apa fabuláiból Halhatatlan mesék címmel Szentimrei Jenő adott ki válogatást korszerű átírásban (A Magyar Nép Könyvtára, Kolozsvár 1931). Előszava szerint „a ma élő erdélyi magyar írók Heltai Gáspárban egyik legnagyobb ősüket tisztelik. Ő volt a legelső, aki Erdélyben irodalmi életet akart teremteni és teremtett is.”
Heltai szellemi öröksége az 1944 utáni romániai magyar irodalmi életben is eleven hagyományként volt jelen, sőt ekkor került igazán az érdeklődés középpontjába. Műveiből válogatások készültek: Heltai Gáspár válogatott munkái Székely Erzsébet szerkesztésében és bevezetésével (Haladó Hagyományaink 1957); Heltai Gáspár válogatott művei Bernád Ágoston bevezetésével és jegyzeteivel (Kv. 1979); Száz fabula, Krónika és egyéb írások Molnár Szabolcs utószavával és jegyzeteivel (Magyar Klasszikusok 1980). Számos cikk, tanulmány is méltatta Heltai életművének irodalom- és művelődéstörténeti jelentőségét. Prózájának nyelvi-stiláris jellegzetességeiről Szabédi László, Szabó T. Attila és Szász János, származásáról Binder Pál, könyvnyomtatói munkásságáról Jakó Zsigmond és Gernot Nussbächer értekezett.
Heltai halálának 400. évfordulója alkalmából a Kolozs Megyei Szocialista Művelődési és Nevelési Bizottság, valamint a Magyar Nemzetiségű Dolgozók Tanácsa 1974. december 23-án emlékünnepséget rendezett az Egyetemi Könyvtár dísztermében. Az ünnepséget Péterfi István akadémikus, az Államtanács alelnöke nyitotta meg, majd Ștefan Pascu akadémikus, a Babeș–Bolyai Egyetem rektora és Szigeti József egyetemi tanár tartott előadást a nagy erdélyi humanistáról, a kolozsvári Román Nemzeti Színház és az Állami Magyar Színház művészei pedig részleteket olvastak fel Heltai műveiből. Az Utunk külön oldalon emlékezett meg az évfordulóról: Bajor Andor, Bálint Tibor, Lászlóffy Aladár és Tamás Gáspár egy-egy cikkben, Király László versben idézte Heltai emberi és írói példáját. Ugyanakkor az Igaz Szóban Nagy Pál, A Hétben Szigeti József, a Művelődésben Jakó Zsigmond, a Vörös Zászlóban Tóth István emlékezett meg az ünnepeltről.